# Chironomus excavatus
Chironomus excavatus är en tvåvingeart som beskrevs av Jean-Jacques Kieffer 1917. Chironomus excavatus ingår i släktet Chironomus och familjen fjädermyggor.
Artens utbredningsområde är New York. Inga underarter finns listade i Catalogue of Life.